# Ho rapito Sinatra
Ho rapito Sinatra (Stealing Sinatra) è un film del 2003 diretto da Ron Underwood con protagonisti David Arquette e William H. Macy, che per la sua interpretazione è stato candidato agli Emmy Award.